# Таджикова, Зоя Михайловна
Таджикова Зоя Михайловна (тадж. Тоҷикова Зоя Михайловна; 1935 год, Душанбе, Таджикская ССР, СССР) — советский, таджикистанский и американский музыковед, искусствовед и публицист. Кандидат искусствоведения (1970).
Родилась в 1935 году в Душанбе. В 1959 году окончила Ташкентскую консерваторию. В 1963 году стала членом СК СССР. с 1980 работала в отделе истории искусств Института истории, археологии и этнографии АН Таджикской ССР и позднее Республики Таджикистан. Преподавала в музыкальном училище и в ТаджГИИ в Душанбе.
Зоя Таджикова является автором многочисленных книг и статей по музыкальной культуре Таджикистана и бухарских евреев, внёс вклад в энциклопедию «История музыки народов СССР» (1971—1999). В 1996 году из-за непрекращающейся гражданской войны в Таджикистане эмигрировала в США и проживает там до сих пор.